# محمد السادس أ (قمر اصطناعي)
محمد السادس أ (بالفرنسية: Mohammed VI-A) هو قمر صناعي مغربي من نوع «بلياد أستريوم». أطلق في 8 نوفمبر 2017 من قاعدة كورو التابعة لمنطقة غوايانا الفرنسية على متن صاروخ حامل إيطالي الصنع من نوع "فيغا". يهدف القمر الاصطناعي إلى الرصد والإستطلاع بدقة عالية في شريط يمتد على طول 800 كيلومتر، فضلا عن التقاط 500 صورة يوميا وإرسالها إلى محطة التحكم الأرضية قرب مدينة الرباط على رأس كل 6 ساعات، فيما يبلغ وزن القمر الاصطناعي 970 كلغ، ويحلق على بعد 695 كيلومترا من الأرض.
وقد طُوِّر هذا القمر الصناعي لمراقبة التراب الوطني، وصُنِّع من قبل الشركتين الفرنسيتين «تاليس إلينيا سبيس» و«إيرباص للدفاع والفضاء». وسيستخدم أساساً في إنجاز الخرائط الطبوغرافية والمساهمة في التنمية السوسيو اجتماعية، والتدبير الأفضل للأراضي الزراعية والموارد الغابوية والمائية، والمساهمة في إنجاز مخططات التهيئة الحضرية والوقاية وتدبير الكوارث الطبيعية والأوبئة، وتدبير مجال التعمير ورصد التطورات البيئية والتصحر، إضافة إلى مراقبة الحدود والساحل البحري. ومن المنتظر أن يُطْلَق قمر صناعي آخر في سنة 2018، الذي سيحمل اسم «محمد السادس ب»، وسيساعد المغرب على رصد التراب الوطني.